# Hohekopf bei Großalmerode
Der Hohekopf bei Großalmerode erhebt sich mit einer Höhe von 539,4 m östlich von Epterode aus der Mittelgebirgslandschaft des nördlichen Hessens. Auf dem Bergrücken und einer östlich angrenzenden Senke haben sich Halbtrockenrasen und Sumpfwiesen entwickelt, die zum Lebensraum seltener Pflanzen und Tiere geworden sind. Um den Standort für die stark gefährdeten Arten zu erhalten und fortzuentwickeln, wurden knapp vierzehn Hektar auf dem umgangssprachlich auch Epteröder Kopf genannten Gipfel im Jahr 1986 als Naturschutzgebiet ausgewiesen. Mit südlich angrenzenden Erweiterungsflächen und auf rund 49 Hektar  vergrößert ist der Bereich später auch als gleichnamiges Fauna-Flora-Habitat-Gebiet zu einem Teil des europaweiten Schutzgebietssystems „Natura 2000“ geworden, das eine länderübergreifende Vernetzung von bedrohten Lebensräumen zum Ziel hat.

## Lage
Administrativ befindet sich der geschützte Bereich in der Gemarkung von Epterode, einem Ortsteil der Stadt Großalmerode im nordhessischen Werra-Meißner-Kreis. Die südlichen Flächen des FFH-Gebiets erstrecken sich bis in die Gemarkung von Laudenbach.
Das Schutzgebiet liegt im „Geo-Naturpark Frau-Holle-Land“ und wird in der naturräumlichen Gliederung Deutschlands, die auf der Geografischen Landesaufnahme des Instituts für Landeskunde Bad Godesberg basiert, dem Rommeroder Hügelland (357.53) zugeordnet, das nach Osten in das Velmeder Tal (357.52) übergeht. Sie sind Teileinheiten der Witzenhausen-Altmorschener Talung (357.5). Im Norden grenzt die Kaufunger-Wald-Hochfläche des Vorderen Kaufunger Walds (357.71), die dem Grenzbereich zwischen der Söhre (357.70) und dem Hessisch-Lichtenauer Becken (357.51) in der Witzenhausen-Altmorschener Talung (357.5) zugeordnet wird. Sie gehören alle zum Fulda-Werra-Bergland (357) in der Haupteinheitengruppe des Osthessischen Berglands (35).

## Boden und Klima
Aus geologischer Sicht liegt der Bereich um den Hohekopf in einer Bruchzone, die zu der verzweigten Abfolge von Senken der Witzenhausen-Altmorschener Talung gehört. Das Relief, des von Verwerfungslinien durchzogenen Gebiets, ist stark gegliedert. Als anstehende Gesteine finden sich an oder nahe der Erdoberfläche Keuper im Südosten, Muschelkalk auf dem Höhenrücken im Norden und Westen und Buntsandstein im Nordosten.
Auf dem Muschelkalkboden des Höhenrückens haben sich flachgründige, steinige Rendzinen ausgebildet und auf den eher flacheren Flächen sind Kalk-Braunerden vorhanden, während auf Keuper und Röt tiefgründige Böden vorherrschen. In den grundwasserbeeinflussten Flächen der Quellbereiche und Sumpfstellen kommt der Bodentyp Gleye vor. Die Basenversorgung der Böden wird überall als gut bis sehr gut gewertet.
Das Klima des Schutzgebiets, das sich über eine Höhenlage von 415 m im Süden bis auf 539,4 m im Nordosten erstreckt, wird als niederschlagsreiches, relativ kühles Berglandklima charakterisiert, das sich in der Flora mit dem Vorkommen von Kugeliger Teufelskralle, Wiesen-Leinblatt und Trollblume widerspiegelt. Bedingt durch die Höhenunterschiede und die verschiedenen Expositionen kommen beachtliche lokalklimatische Unterschiede vor. So kann es an der Südseite im Sommer sehr trocken werden und die Erwärmung der Bodenoberfläche beträchtliche Werte erreichen, während in den feuchten Senken, wie im Nordosten des Hohekopfes, oft Kaltluftansammlungen mit häufigen Bodenfrösten im Frühjahr und Herbst vorkommen.

## Historische Nutzung
Die dürftigen Böden in der gebirgigen Landschaft zwangen die Bewohner im Raum um Großalmerode die vorhandenen Kohle- und Tonvorkommen zu nutzen und sie zur Grundlage ihrer wirtschaftlichen Existenz zu machen. Bergbau und Keramikindustrie boten Arbeitsplätze. Die Braunkohleflöze in der Region wurden seit dem 17. Jahrhundert erschlossen und genutzt und mit dem Beginn der Industrialisierung im 18. Jahrhundert gewannen die ausgedehnten Tonvorkommen an Bedeutung. Großalmerode wurde mit der Produktion von Schmelztiegeln, Pfeifenköpfen, Dachziegeln und anderen Erzeugnissen zu einem der wichtigsten keramischen Zentren in Mitteldeutschland. Die Landwirtschaft wurde oft nur im Nebenerwerb betrieben.
Die teilweise sehr kleinen, im Familienbesitz befindlichen Parzellen am Hohekopf wurden traditionell als Mähgrünland und zur Heugewinnung genutzt. Sie sind daher nicht wie andere hessische Kalkmagerrasen als Wacholderhuten ausgebildet. Die Mahd wurde an Kühe und Ziegen verfüttert, die das ganze Jahr über im häuslichen Stall oder auf Weiden in Dorfnähe standen. Das Gras auf einem großen Teil der Wiesen wuchs so langsam, dass es vor der Einführung des Kunstdüngers in der Landwirtschaft nur einmal jährlich gemäht werden konnte. Da in der Gegend um Großalmerode relativ wenige Ackerflächen vorhanden waren, zugleich aber viel Milchvieh gehalten wurde, gab es einen Mangel an Einstreu für die Ställe. Vermutlich wurden daher die Nasswiesen, die sich besonders spät im Jahr entwickelten und in denen nur wenige Futtergräser vorkamen, größtenteils als Streuwiesen genutzt, die erst im Spätsommer oder Herbst gemäht wurden.

## Natur
Geschützt werden vor allem artenreiche Halbtrockenrasen, extensiv genutzte Mäh- und Sumpfwiesen, in denen mit kleinen Flächenanteilen Pfeifengraswiesen und ein kalkreiches Niedermoor liegen sowie ein Waldmeister-Buchenwald. Sie gelten nach dem Anhang I der FFH-Richtlinie als Lebensräume von gemeinschaftlichem Interesse, für deren Erhaltung besondere Schutzgebiete im Netzwerk Natura 2000 ausgewiesen werden sollen. Bemerkenswert ist, dass die Lebensraumtypen (LRT) am Hohekopf mit 16,83 Hektar einen Flächenanteil von rund fünfunddreißig Prozent besitzen, der für ein FFH-Gebiet in einer Offenlandschaft als relativ hoch angesehen wird.

### Lebensraumtypen

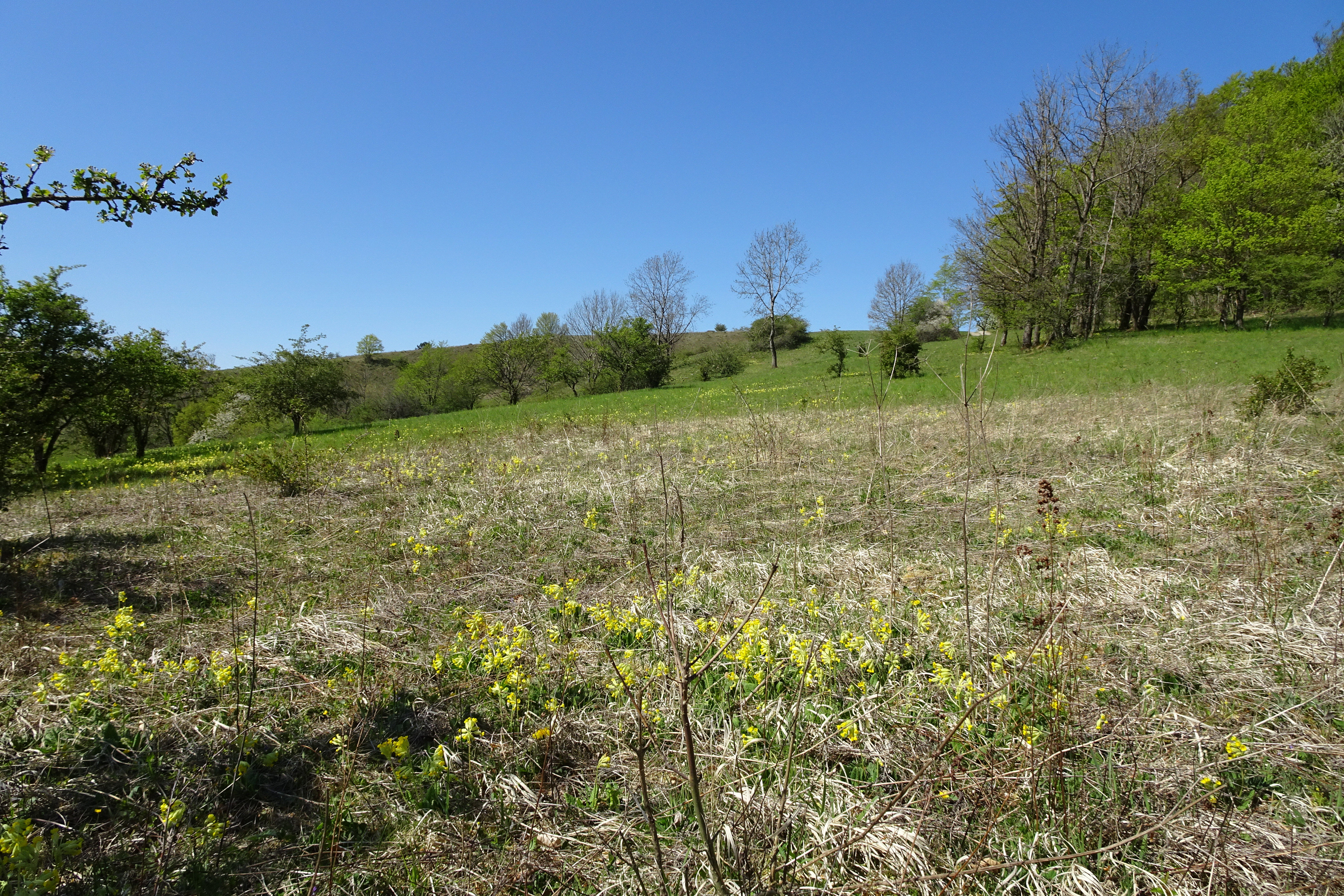
Trockenrasenfläche am Hohekopf.

- „Submediterrane Halbtrockenrasen“ (LRT 6212)
Das auf Muschelkalk ausgebildete Grasland kommt auf dem Hohekopf als Subtyp der „Naturnahen Kalk-Trockenrasen und deren Verbuschungsstadien“ (LRT 6210) mit einer Gesamtflächengröße von rund zwei Hektar vor. Vegetationskundlich wird diese Form der Assoziation der Enzian-Schillergrasrasen zugeordnet. Abhängig von dem Boden kommt der Rasen in unterschiedlichen Ausbildungen vor. Lückige, flechtenreiche Bestände, in denen Arten der Pionierrasen auftreten, sind auf flachgründigen Standorten vorhanden. Auf den tiefgründigeren Böden, die besser mit Wasser und Nährstoffen versorgt werden, sind aus anderen Wiesentypen eingewanderte Pflanzen zu finden.

Als bemerkenswert angesehen wird das Auftreten von zahlreichen „Rote-Liste-Arten“. Hier wachsen der stark gefährdete Deutsche Enzian, die Kugelige Teufelskralle und das Gewöhnliche Katzenpfötchen sowie die gefährdeten Arten Nordisches Labkraut, Fransenenzian, Sumpf-Kreuzblume und Wiesen-Leinblatt. Unter den Flechten gelten drei Cladonia-Arten als gefährdet. Als eine große Besonderheit wird das Vorkommen der Wollköpfigen Kratzdistel angesehen. Sie wird hessenweit als bedroht angesehen und in Nordosthessen als Rarität eingestuft.
- „Pfeifengraswiesen“ (LRT 6410)
Innerhalb des FFH-Gebietes liegen im Übergangsbereich vom Muschelkalk zum Röt zwei sehr kleine und eine größere Pfeifengraswiese auf kalkreichem Boden. Zusammen nehmen sie eine Fläche von etwa 0,38 Hektar ein. Sie dienten früher hauptsächlich zur Streugewinnung und wurden traditionell am Hohekopf erst gegen Ende der Wachstumsperiode gemäht. Eine Düngung erfolgt nicht. Dieser ursprüngliche Vegetationstyp ist sowohl durch Nutzungsintensivierung, als auch durch die Aufgabe der Nutzung gefährdet. Nach der Roten Liste der gefährdeten Biotoptypen Deutschlands gelten die Pfeifengraswiesen durch Flächenverluste und Qualitätseinbußen bundesweit als von „vollständiger Vernichtung bedroht“.[5]

Viele der typischen Pflanzen, wie das namensgebende Pfeifengras, sind an diese späte Mahd angepasst. In dieser Zeit haben sie große Teile ihrer Nährstoffe wieder in die unterirdischen Teile verlagert. Neben weiteren Kennarten wie Heil-Ziest, Blau-Segge, Teufelsabbiss und Zittergras wird das Auftreten bedrohter Pflanzen als bemerkenswert angesehen. Zu ihnen gehören die in Hessen stark gefährdeten Arten Davalls Segge, Gelbe Segge, Breitblättriges Wollgras und Trollblume sowie die gefährdeten Arten Breitblättriges Knabenkraut, Schmalblättriges Wollgras und Nordisches Labkraut.

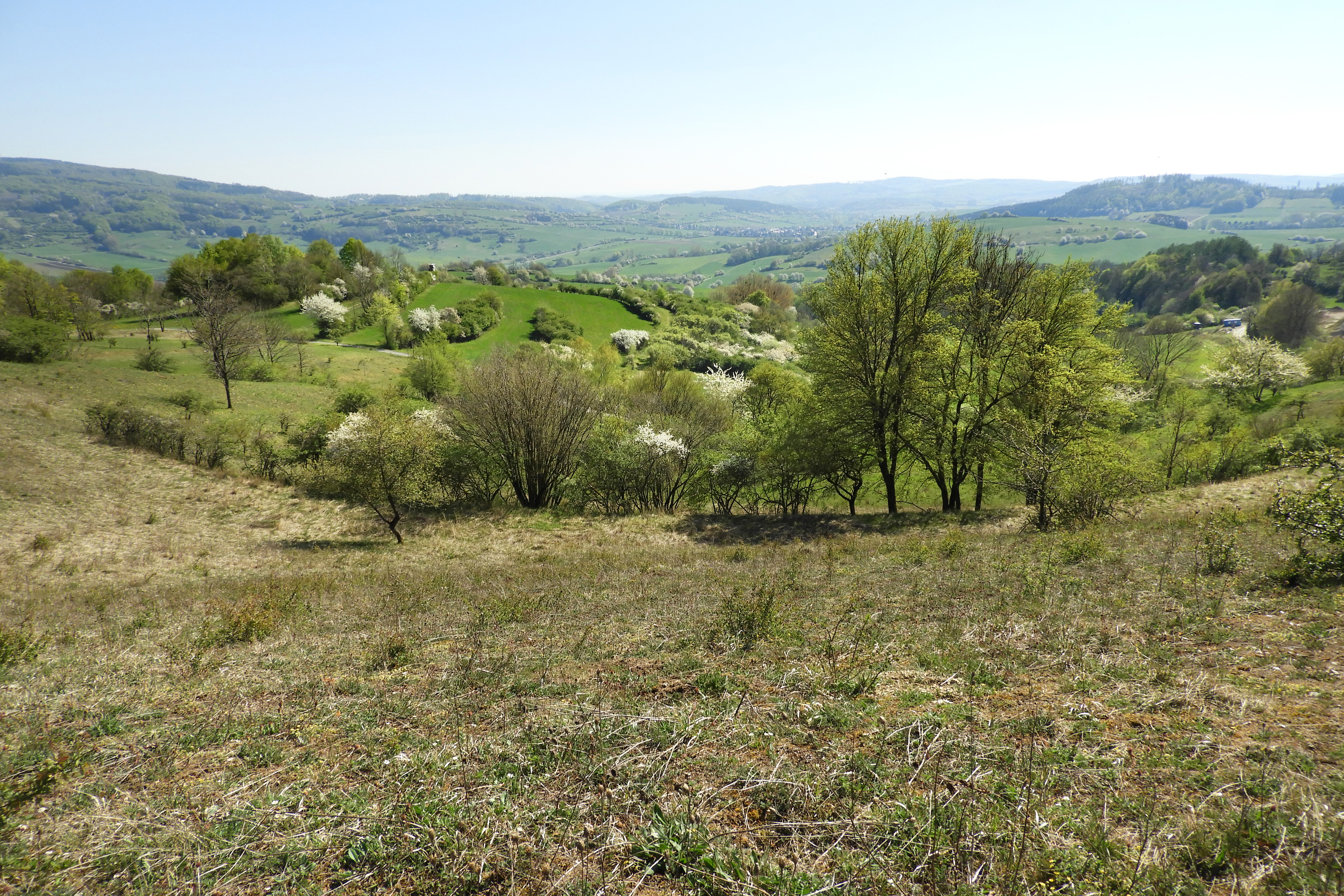
Blick von der Kuppe nach Süden.

- „Magere Flachland-Mähwiesen“ (LRT 6510). - Bei diesem Vegetationstyp handelt es sich nach den FFH-Richtlinien um artenreiche, extensiv bewirtschaftete Mähwiesen des Flach- und Hügellandes, die durch die Intensivierung der Landwirtschaft in Deutschland selten geworden sind. Pflanzensoziologisch werden sie zu den Glatthaferwiesen gerechnet und sind mit einer Gesamtflächengröße von knapp dreizehn Hektar im Norden des Schutzgebiets verbreitet. Die Flächen am Hohekopf werden bedingt durch die geringe Wuchsleistung nur einmal im Jahr gemäht. Überwiegend im Juli und auf den feuchten Standorten erst Ende August. Die späte Mahd ermöglicht den Blütenreichtum der Wiesen.

Typische Pflanzenarten der Mähwiesen sind die Gräser Glatthafer, Wiesen-Knäuelgras und Wiesen-Schwingel. In der artenreichen Mittelschicht konnten sich neben den nicht so wuchskräftigen Grasarten mit Gewöhnliche Schafgarbe, Wiesen-Flockenblume, Wiesen-Pippau, Acker-Witwenblume, Margerite, Scharfer Hahnenfuß, Wiesen-Sauerampfer, Wiesen-Bocksbart, Wiesenklee , Zaun-Wicke und Gamander-Ehrenpreis auffällig blühende Blumen etablieren.
- „Kalkreiche Niedermoore“ (LRT 7230)
Dieser Lebensraumtyp kommt auf einer kleinen Fläche von 0,01 Hektar innerhalb von ausgedehntem Feuchtgrünland vor. Die dauernasse Quellstelle besiedeln bestandsprägend Davall-, Blau-, Gelb- und Hirse-Segge, Sumpf-Pippau, Schmalblättriges und Breitblättriges Wollgras, Pfeifengras und Sumpf-Baldrian.[4]

- „Waldmeister-Buchenwald“ (LRT 9130)
In dem kleinen Wald, auf einer südlich von Epterode liegenden Fläche von eineinhalbem Hektar, ist in der Baumschicht die Rotbuche die dominierende Baumart. Wegen seiner geringen Größe und Altersstruktur wird der Wald in der Grunddatenerfassung zum FFH-Gebiet hinsichtlich der Repräsentativität als nicht „signifikant“ eingestuft.[4]

### Fauna
Durch die Art der Nutzung, mit einer mosaikartigen Beweidung der Flächen der Kalkmagerrasen und mit einer späten Mahd der ungedüngten Wiesen, hat sich am Hohekopf blütenreiches Grasland entwickelt. Es bietet Lebensraum und Nahrung für eine individuenreiche Tagfalterpopulation. Unter den nachgewiesenen Arten sind die in Hessen stark gefährdeten Graubrauner und Komma-Dickkopffalter, Rundaugen-Mohrenfalter und Lilagold-Feuerfalter sowie die gefährdeten Großer Perlmuttfalter, Weißklee-Gelbling, Zwergbläuling, Schlüsselblumen-Würfelfalter und Ehrenpreis-Scheckenfalter.
Zu den seltenen und bedrohten Arten, die in den Roten Listen Hessens oder Deutschlands in die Kategorie 3 oder höher eingestuft werden und am Hohekopf gesehen wurden, gehören Esparsetten-, Sumpfhornklee- und Kleines Fünffleck-Widderchen sowie die Heuschrecken Kurzflügelige Beißschrecke, Heidegrashüpfer und Zweipunkt-Dornschrecke.

## Unterschutzstellung
- Naturschutzgebiet

Mit Verordnung vom 28. November 1986 der Bezirksdirektion für Forsten und Naturschutz beim Regierungspräsidium in Kassel, wurden die Halbtrockenrasen und Sumpfwiesen auf dem Hohekopf zum Naturschutzgebiet erklärt. Zweck der Unterschutzstellung war es, den zum Standort seltener und stark gefährdeter Pflanzenarten gewordenen Bereich „zu erhalten und fortzuentwickeln“. Abgesehen von dem Verbot der Anwendung von Dünger und Pflanzenbehandlungsmitteln blieb die extensive Nutzung der Grünlandflächen gestattet. Das Schutzgebiet mit einer Größe von 13,72 Hektar hat die nationale Kennung 1636014 und den WDPA-Code 163742.
- Fauna-Flora-Habitat-Gebiet

Im Rahmen der Fauna-Flora-Habitat-Richtlinie ist das Naturschutzgebiet mit weiteren, südlich angrenzenden Flächen der EU-Kommission für das länderübergreifende Netz besonderer Schutzgebiete Natura 2000 gemeldet worden. Neben dem Gebietsmanagement und dem damit verbundenen Monitoring forderte die EU eine förmliche Schutzerklärung, die im Januar 2008 mit der „Verordnung über Natura 2000-Gebiete in Hessen“ erfolgte. Das FFH-Gebiet besitzt eine Größe von 48,1 Hektar, hat die Gebietsnummer 4724-311 und den WDPA-Code 555520064. Verpflichtende Schutzzwecke sind die Erhaltung des Offenlandcharakters der Standorte sowie die Erhaltung der „Nährstoffarmut begünstigenden Bewirtschaftung“. Das FFH-Gebiet mit einer Größe von 48,07 Hektar hat die Gebietsnummer 4724-306 und den WDPA-Code 555520060.

## Besucherhinweis

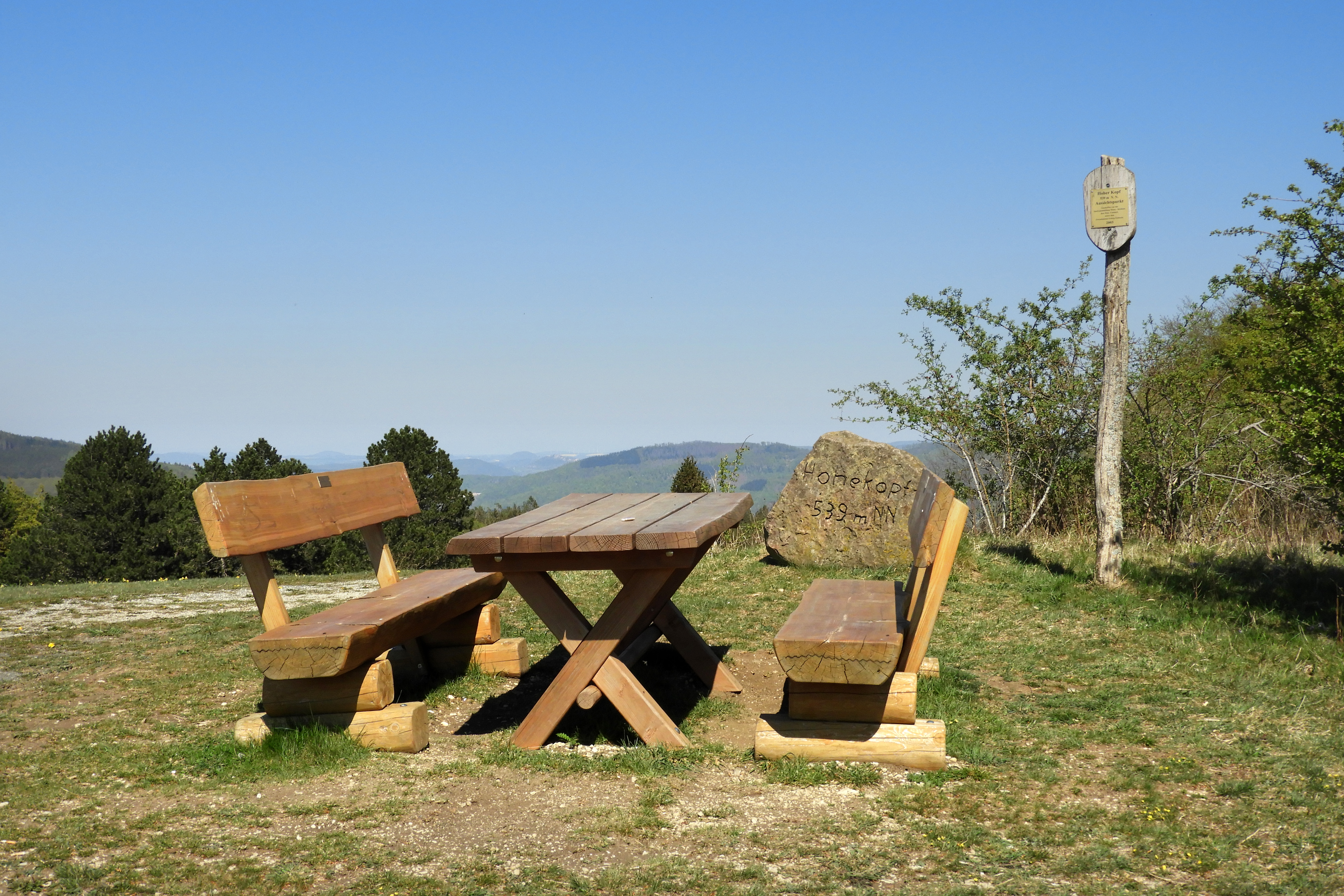
Rastplatz mit Tisch und Ruhebänken auf dem Hohekopf.

Das Gebiet kann über vorhandene Wirtschaftswege begangen werden. Durch das Schutzgebiet verläuft der „Technisch-Historische Lehr- und Wanderpfad“, der „sichtbare Spuren der Industriekultur erläutern“ und das „unsichtbare in das Gedächtnis zurückrufen“ möchte. Informationstafeln entlang des Weges geben Auskunft über Produktionsstätten und den geschichtlichen Verlauf. Die waldfreie Kuppe des Hohekopfs bietet Ausblicke in die Landschaft des westlichen Meißnervorlands und auf die Berge des Kaufunger Waldes.